# 羅貝爾·福里松
羅貝爾·福里松（Robert Faurisson）英国裔法国学者，因否认犹太人大屠杀而知名，他生于英国谢珀顿，曾质疑《安妮日记》。后因触犯法国的盖索法而被法国法院判处缓刑并被开除学校职务。美国学者乔姆斯基曾因为他的言论自由辩护而卷入争议。